# چوی یون یونگ
چوی یون یونگ (کره‌ای: 최윤영؛ زادهٔ ۲۵ سپتامبر ۱۹۸۶) بازیگر اهل کره جنوبی است. وی از سال ۲۰۰۹ میلادی تاکنون مشغول فعالیت بوده‌است. او به خاطر ایفای نقش در دخترم سویونگ و بازمانده برگزیده: ۶۰ روز شناخته می‌شود.

## فیلم‌شناسی

### فیلم
| سال  | عنوان                           | نقش          | توضیحات    | منابع       |
| ---- | ------------------------------- | ------------ | ---------- | ----------- |
| ۲۰۱۱ | لباس مشکی کوچک                  | کیم یونگ می  |            |             |
| ۲۰۱۲ | مثل یک تیم                      | چوی یون جونگ |            |             |
| ۲۰۱۲ | داستان‌های ترسناک، پرواز بی‌پایان | سو جونگ      | فیلم کوتاه | [ ۲ ]       |
| ۲۰۱۳ | حلقه زوجی                       |              | فیلم کوتاه |             |
| ۲۰۱۴ | تو خون‌آشام منی                  | گیو جونگ     |            | [ ۳ ]       |
| ۲۰۱۹ | ۰٫۰ مگاهرتز                     | یون جونگ     |            | [ ۴ ] [ ۵ ] |

### مجموعه تلویزیونی
| سال       | عنوان                            | نقش           | منابع         |
| --------- | -------------------------------- | ------------- | ------------- |
| ۲۰۰۹      | زوج تصادفی                       | استایلیست     |               |
| ۲۰۰۹      | تیرکمان سنگی                     |               |               |
| ۲۰۰۹      | نمی‌تواند ازدواج کند              | یو سو یونگ    |               |
| ۲۰۰۹      | خون‌گرم                           |               |               |
| ۲۰۰۹      | لی پیونگ کانگ شکست‌ناپذیر         | بونگ سو هی    |               |
| ۲۰۱۰      | نان، عشق و رؤیاها                | گو جا ریم     |               |
| ۲۰۱۰–۲۰۱۱ | ملکه وارونه                      | کی پوم        |               |
| ۲۰۱۲–۲۰۱۳ | دخترم سویونگ                     | چوی هو جونگ   |               |
| ۲۰۱۳      | مثل قصه پریان (درام ویژه)        | بک جانگ می    | [ ۶ ] [ ۷ ]   |
| ۲۰۱۳      | ملکه کلاس                        | یانگ مین هی   |               |
| ۲۰۱۳      | بزرگ‌ترین چیز در جهان (درام ویژه) | وو سون        | [ ۸ ] [ ۹ ]   |
| ۲۰۱۳–۲۰۱۴ | عشق پرشور                        | هان یو جونگ   |               |
| ۲۰۱۴      | گربه عزیزم                       | گو یانگ سون   |               |
| ۲۰۱۵      | همه چی خوبه                      | گوم گا اون    | [ ۱۰ ] [ ۱۱ ] |
| ۲۰۱۷–۲۰۱۸ | دشمنانی از گذشته                 | چوی گو یا     | [ ۱۲ ]        |
| ۲۰۱۹      | بازمانده برگزیده: ۶۰ روز         | جونگ سو جونگ  | [ ۱۳ ]        |
| ۲۰۲۰      | شکارچیان شگفت‌انگیز               | کیم جونگ یونگ | [ ۱۴ ]        |